# George M. Whitesides
George M. Whitesides (n. 3 august 1939) este un chimist american, cunoscut pentru lucrările și contribuțiile sale din domenii ca: spectroscopie, chimie organo-metalică, nanotehnologie, studiul microfluidelor.
Autor prolific, a obținut cel mai mare indice Hirsch pe anul 2011.
Astfel, a scris peste 1.200 de articole științifice și a patentat cel puțin 134 invenții.
A studiat la Universitatea Harvard, la care ulterior a deținut funcția de profesor și cercetător.
Are doi fii:
- George T. Whitesides, director al Virgin Galactic, firmă care dezvoltă vehicule spațiale comerciale;
- Ben Whitesides, cântăreț și compozitor al formației The Joggers.